# Таркович, Штефан
Штефан Таркович (словац. Štefan Tarkovič; род. 18 февраля 1973, Прешов) — словацкий футболист и тренер. Возглавлял сборные Словакии и Кыргызстана.

## Карьера игрока
Являлся игроком словацкого клуба «Татран». На правах аренды выступал за «Искру» из Петржалки (1996—1997) и «Свети-Юр» (1997—1998). Летом 2000 года перешёл в стан братиславского «Рапида». Кроме того, играл за братиславский «Допрастав», «Девин» и «Артмедию Петржалку».

## Тренерская карьера
В 1994 году стал играющим тренером братиславского «Спойе» из Третьей лиги Словакии. В 1997 году являлся помощником тренера в «Свети-Юр». С 1997 по 1998 год — ассистент главного тренера в «Искре» из Петржалки.
С 1997 по 2002 год являлся тренером женской сборной Словакии до 19 лет и помощником тренера в главной женской сборной Словакии. В 2000 году начал работать скаутом в различных словацких сборных. В 2005 году являлся ассистентом тренера в эмиратском клубе «Бани Яс». После этого вернулся в Словакию, став помощником тренера в «Татране». С 2008 по 2011 год — спортивный и технический директор клуба «Кошице». С 2009 по 2011 год являлся главным тренером сборной Словакии до 18 лет и помощником тренера в сборной Словакии до 19 лет.
В августе 2010 году возглавил «Кошице». Перед Тарковичем была поставлена задача не допустить вылет команды из чемпионата Словакии. По итогам сезона 2010/11 команда заняла 10 место из 12 команд и осталась в чемпионате. Следующий сезон начал в качестве тренера «Татрана». После серии из 8 поражений в 9 играх чемпионате осенью 2011 года, а также поражения в Кубке Словакии в 1/4 финала от «Жилины» (1:2, 2:1 и 4:5 по пенальти) Таркович был уволен спустя полгода работы в «Татране».
С 2012 по 2013 год работал помощником тренера и директором академии в «Жилине», а в 2013 году являлся главным тренером основной команды.

### Сборная Словакии
В 2013 году перешёл на должность помощника Яна Козак в национальной сборной Словакии, где занимался занимался аналитической работой, изучал и готовил видеоматериалы о соперниках. Вместе с командой участвовал на чемпионате Европы 2016 года. В 2018 году, после отставки Козака, исполнял обязанности главного тренера в матче против Швеции (1:1). В 2019 году назначен техническим директором Словацкого футбольного союза.
В октябре 2020 года, после отставки Павла Гапала, возглавил сборную Словакии. На посту главного тренера Таркович добился выхода сборной на чемпионат Европы 2020 года. К этому моменту он как тренер сборной получал 180 тысяч евро в год. В отборочном турнире к чемпионату мира 2022 года в Катаре словаки заняли третье место в своей группе и не смогли пройти в финальный этап. Такой результат был воспринят президентом Словацкого футбольного союза Яном Ковачиком как очевидная неудача.
На заседании исполкома Словацкого футбольного союза, состоявшемся в 19 января 2022 года, все члены исполкома приняли решение продлить контракт с Тарковичем ещё на один год. Условием соглашения был выход из лиги «C» в лигу «Б» в рамках Лиги наций. В случае невыполнения задачи был включён пункт о возможности досрочного расторжения контракта федерацией в одностороннем порядке. При этом Радио и телевидение Словакии отметило, что продление контракта с тренером, который неудачно выступил в квалификации, является прецедентом в истории словацкого футбола. Заработная плата Тарковича по условиям нового контракта составила 15 тысяч евро в месяц, что в два раза меньше чем аналогичная оплата услуг Владимира Вайсса, тренировавшего сборную десятью годами ранее.
В июне 2022 года исполнительный комитет Словацкого футбольного союза уволил Штефана Тарковича со своего поста. Причиной увольнения стали неудовлетворительные результаты сборной, это в частности поражение от Казахстана (0:1) в Лиге наций, которое Таркович назвал «унизительным».

### Сборная Кыргызстана
24 апреля 2023 года Таркович был утверждён в качестве главного тренера сборной Кыргызстана. Одним из преимуществ Тарковича среди других кандидатов на эту должность было знание русского языка. На первом турнире в качестве тренера киргизской сборной его подопечные заняли четвёртое место на Кубке наций ФАЦА 2023 года, уступив в матче за бронзу Оману (0:1). В отборочном турнире к чемпионату мира 2026 года команда впервые в истории смогла выйти в третий раунд соревнований. В июне 2024 года покинул команду после 14 месяцев пребывания на посту после окончания срока контракта.

## Статистика
| Команда    | Дата начала      | Дата окончания  | Статистика | Статистика | Статистика | Статистика | Статистика |
| Команда    | Дата начала      | Дата окончания  | И          | В          | Н          | П          | О %        |
| ---------- | ---------------- | --------------- | ---------- | ---------- | ---------- | ---------- | ---------- |
| Кошице     | 28 сентября 2010 | 30 июня 2011    | 23         | 7          | 6          | 10         | 1,17       |
| Татран     | 1 июля 2011      | 19 января 2012  | 21         | 4          | 6          | 11         | 0,86       |
| Жилина     | 6 января 2013    | 30 июня 2013    | 17         | 4          | 6          | 7          | 1,06       |
| Словакия   | 15 октября 2018  | 22 октября 2018 | 1          | 0          | 1          | 0          | 1          |
| Словакия   | 20 октября 2020  | 7 июня 2022     | 22         | 8          | 7          | 7          | 1,41       |
| Кыргызстан | 24 апреля 2023   | 13 июня 2024    | 19         | 6          | 4          | 9          | 1,16       |